# William Frederick Durand

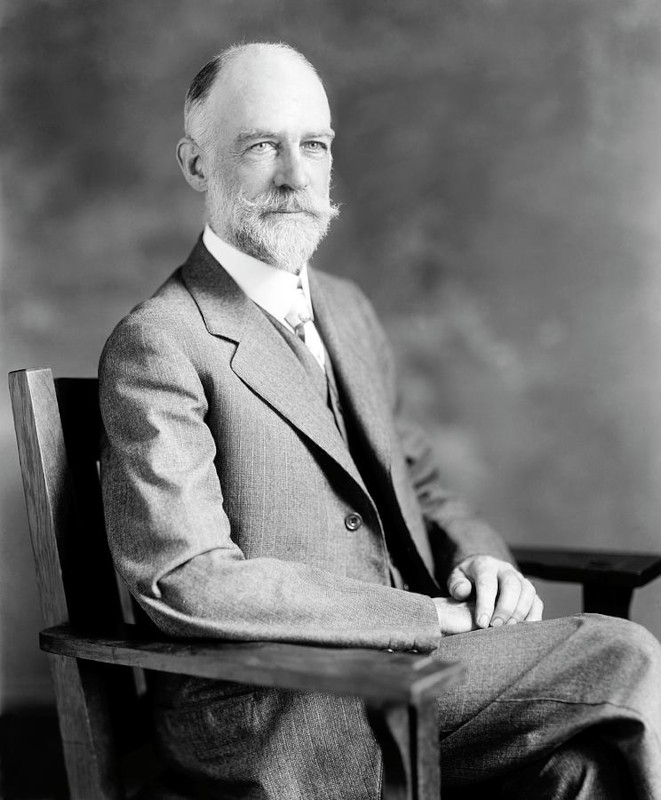
William F. Durand

William Frederick Durand (* 5. März 1859 in Beacon Falls, Connecticut; † 9. August 1958) war ein US-amerikanischer Ingenieur (Luftfahrttechnik, Schiffbau, Maschinenbau) und Pionier der Aerodynamik.
Durand besuchte die US Naval Academy mit dem Abschluss 1880 und diente danach zwei Jahre auf der USS Tennessee, bevor er als Marineingenieur in die US-Navy aufgenommen wurde. 1885 wurde er am Lafayette College in Easton (Pennsylvania) promoviert. Ab 1887 lehrte er Schiffsingenieurswesen am Worcester Polytechnic Institute, nahm aber noch im selben Jahr ein Angebot des Michigan State College an, die Maschinenbauabteilung aufzubauen und verließ deshalb die US Navy. 1891 wurde er zunächst Professor an der Purdue University, wechselte aber noch im selben Jahr an die Cornell University. 1904 wurde er Professor an der Stanford University, an der er 1924 emeritiert wurde.
Er war gleich bei deren Gründung im National Advisory Committee for Aeronautics (NACA) aktiv und wurde 1916 deren Vorsitzender. 1925/26 war er Präsident der  American Society of Mechanical Engineers.
Im Ersten Weltkrieg unternahm er Forschungen zu Flugzeugpropellern, was sich in den 1920er Jahren fortsetzte, wobei auch ein früher Windkanal eingesetzt wurde. In den 1930er Jahren gab er eine sechsbändige Enzyklopädie über Aerodynamik heraus. Im Zweiten Weltkrieg leitete er 1941 bis 1945 ein Komitee der NACA zur Entwicklung des Düsenantriebs.
Er forschte auch zu Schiffspropellern, Schiffsstabilisatoren, erfand Logarithmenpapier und ein radiales Planimeter. In den 1920er Jahren war er auch in Wasserbau-Fragen des Colorado River involviert (und er half beim Entwurf von Pumpen für einen Kanal, der Wasser vom Colorado zu Städten wie Los Angeles bringen sollte).
Er war Fellow der American Academy of Arts and Sciences und der Royal Aeronautical Society und seit 1917 Mitglied der National Academy of Sciences. 1938 erhielt er die Franklin Medal, 1935 die Daniel Guggenheim Medal und 1945 den John J. Carty Award und die American Society of Mechanical Engineering Medal. 1946 erhielt er die Presidential Medal for Merit und 1948 die Wright Brothers Memorial Trophy. Er war Ehrendoktor des Worcester Polytechnic Institute, der University of California, Berkeley, und der University of Utah. Das Gebäude für Luft- und Raumfahrttechnik der Stanford University ist nach ihm benannt.

## Schriften (Auswahl)
- Practical Marine Engineering, New York, 2. Auflage 1902, 4. Auflage 1917
- The resistance and propulsion of ships, Wiley, 1898, 2. Auflage 1909, 3. Auflage 1911
- Experimental Research on Air Propellers, NACA/US Government Printing Office, Band 1 1917, Band 2 mit E. P. Lesley 1918, Band 3, 1919, Band 4, 1920
- Hydraulics of Pipe Lines, Van Nostrand 1921
- mit E. P. Lesley: Comparison of Tests on Air Propellers in Flight with Wind Tunnel Model Tests on Similar Forms, NACA 1925
- Robert Henry Thurston, A biography, American Society of Mechanical Engineers 1929
- als Herausgeber: Aerodynamic Theory, 6 Bände, Springer 1934 bis 1936 (von Durand stammen die Kapitel Mathematical Aids und Fluid Mechanics, Part 1 in Band 1)
- Adventures; In the Navy, In Education, Science, Engineering, and in War; A Life Story, American Society of Mechanical Engineers und McGraw-Hill, 1953